# Hamburger Hafenbahn
Die Hamburger Hafenbahn, eine Sparte (Railway Infrastructure) der Hamburg Port Authority (HPA), bedient den Hamburger Hafen mit dem Verkehrsmittel Eisenbahn.
Hier geht es um die Übernahme und Weiterleitung von Gütern zwischen den Frachtschiffen und der Eisenbahn, die weiträumig weiter befördert werden sollen. So dienen die Anlagen der Hafenbahn dem Hinterlandverkehr. Container werden mit Containertragwagen auf den Anlagen der Hafenbahn von den Containerterminals weiterbefördert. Schüttgüter werden mit speziellen Ganzzügen zum Verbraucher (z. B. Eisenerz vom Sandauhafen zum Stahlwerk der Salzgitter AG) befördert.
Die Hafenbahn stellt die Eisenbahninfrastruktur, sie selbst betreibt keine Züge, besitzt aber Fahrzeuge zur Unterhaltung des Streckennetzes. Die Gleise der Hafenbahn stehen den Eisenbahnverkehrsunternehmen (EVU) zur Anbindung des übrigen Eisenbahnnetzes an den Hafen zur Verfügung, wofür aktuell 152 Unternehmen eine Zulassung haben (Stand Juni 2019; im April 2017: 135, im August 2016: 126, im Januar 2015: 115).

## Bereich der Hafenbahn

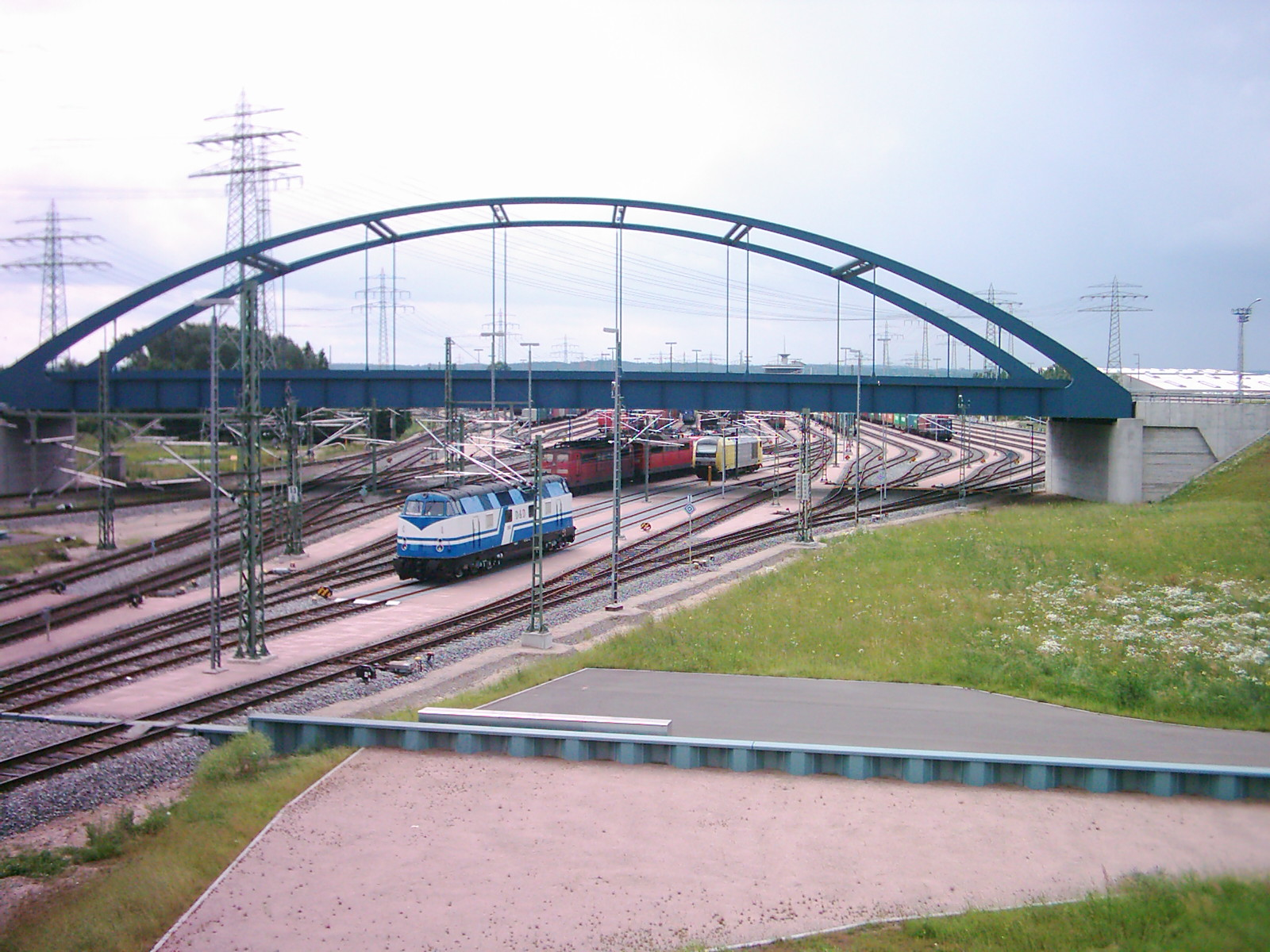
Rbf „Alte Süderelbe“ in Hamburg-Waltershof

Die heutige Ausdehnung des Hafenbahn-Netzes reicht von der Peute im Osten bis Finkenwerder im Westen und im Süden bis zum Lotsekai in Hamburg-Harburg. Sie ist bei Hamburg-Hausbruch an die Unterelbebahn angeschlossen, von der aus über den Bahnhof Hamburg-Harburg bzw. den nachgelagerten Rangierbahnhof Maschen die verladenen Güter europaweit verteilt werden. Ein weiterer Anschluss besteht in Hamburg-Wilhelmsburg südlich des ehemaligen Containerbahnhofs, dem Betriebsgelände der ehemaligen Wilhelmsburger Industriebahn.
Die bereits seit 1845 betriebene Altonaer Hafenbahn wurde erst 1950 organisatorisch mit der Hamburger Hafenbahn vereinigt und ist damit die älteste Teilanlage.

## Entwicklung

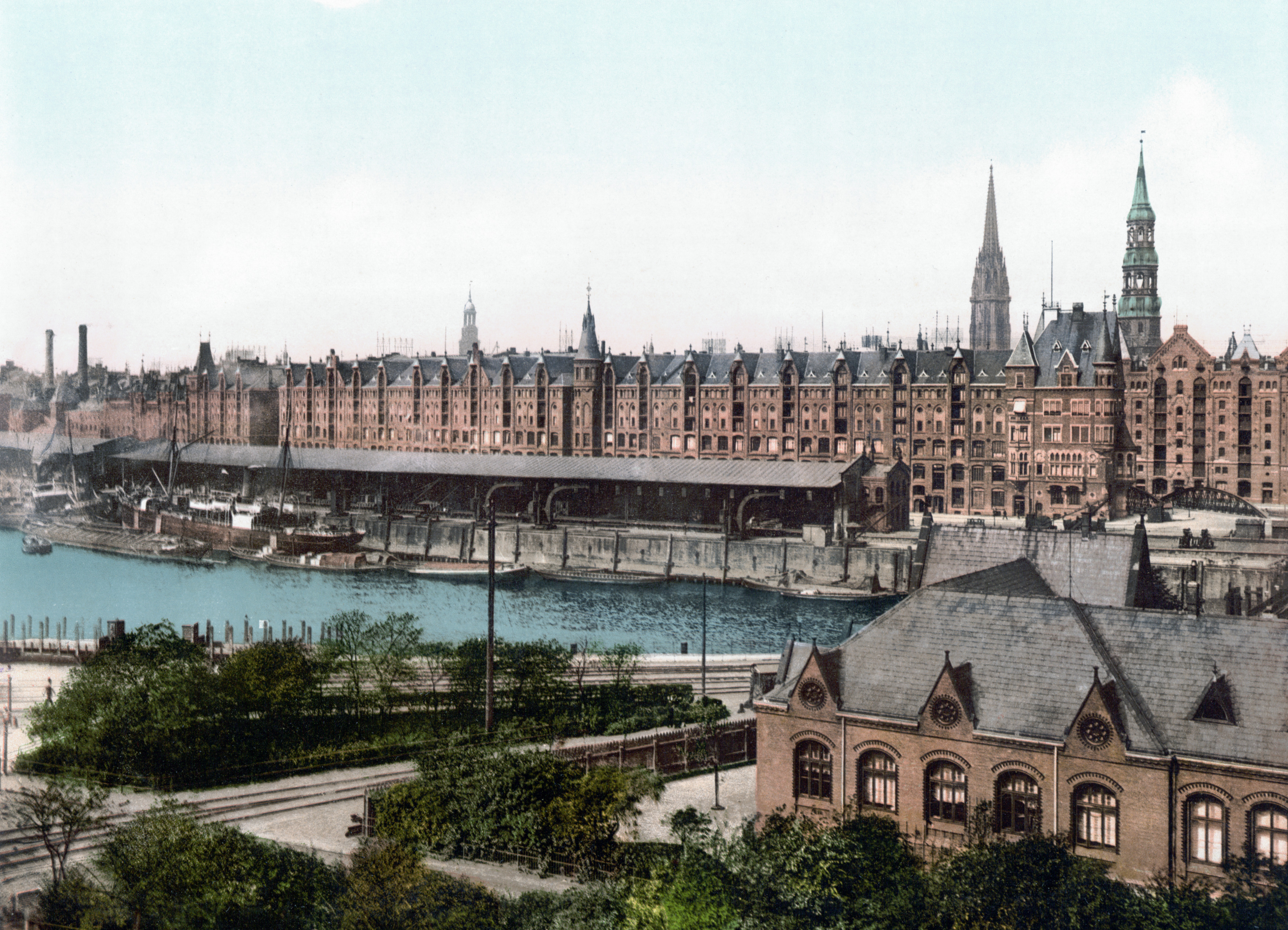
Hafenbahngleise am Sandtorhafen vor der Speicherstadt, um 1900

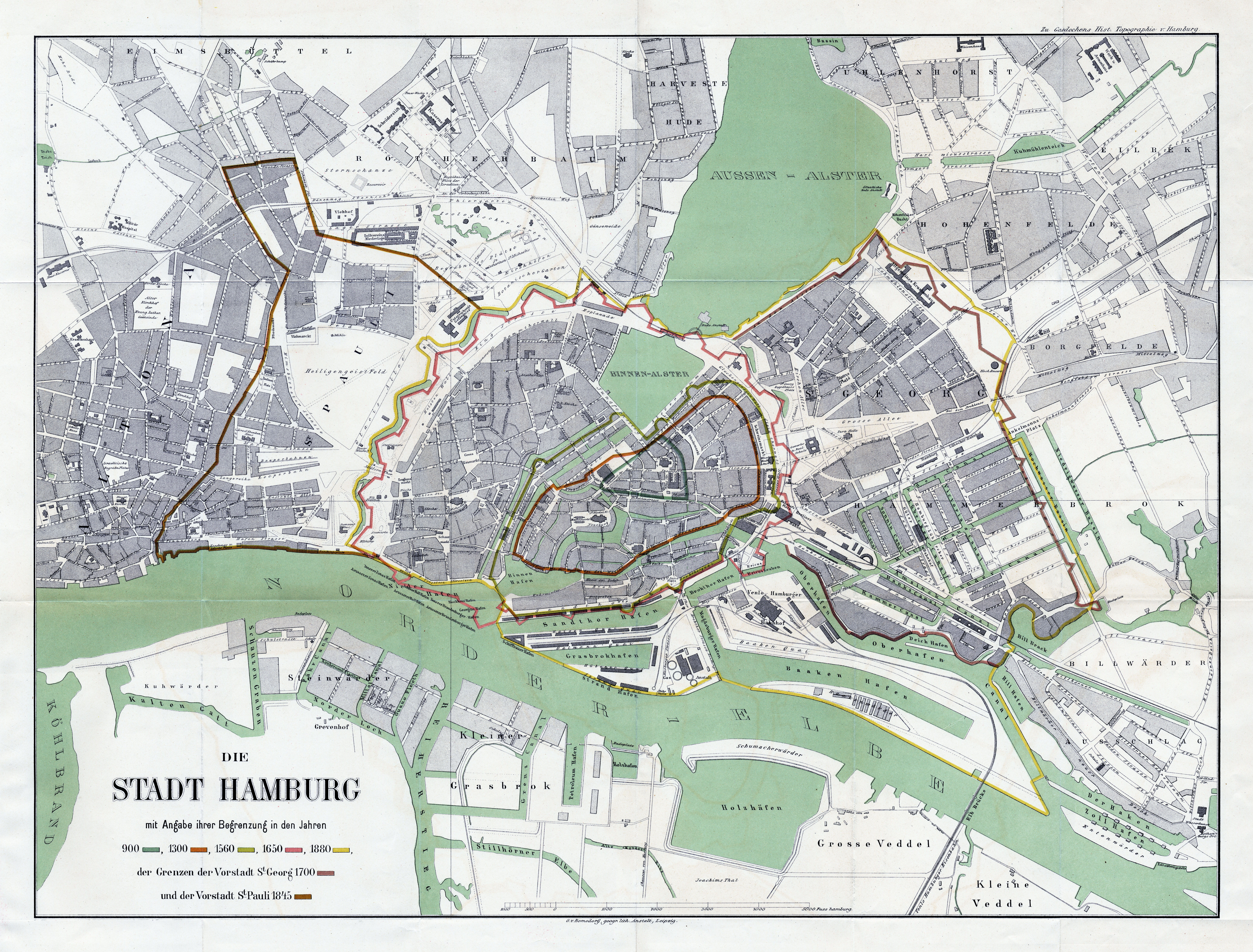
Stadtplan von 1880 mit den Gleisen der Hafenbahn vom Berliner und vom Venloer Bahnhof zum Brookthorhafen, Sandthorhafen und Grasbrookhafen

### 1860 bis 1900
1860 wurde auf Antrag der Berlin-Hamburger Eisenbahn-Gesellschaft eine Anschlussstrecke zur Anbindung des Sandthorhafens an den Bahnhof am Deichtorplatz genehmigt. Nach Abschluss eines dementsprechenden Pachtvertrages am 18. Juni 1866 fuhr am 11. August 1866 der erste Zug auf der 700 m langen „Quaibahn“ vom Berliner Bahnhof zum Sandthorkai.
Der erste Betreiber der Hamburger Hafenbahn war damit die Berlin-Hamburger Eisenbahn-Gesellschaft.
1867 entstand als erster Rangierbahnhof der „Theerhof“ am Nordufer des Brooktorhafens.
1869 bis 1874 wurden auf dem Kaiser-, Dalmann-, Hübener- und Strandkai Gleise zum Berliner Bahnhof in Betrieb genommen.
1872 erfolgte mit dem Bau der Elbbrücken der Eisenbahnanschluss nach Süden zum Hannoverschen Eisenbahnnetz. Hier etablierte sich die Köln-Mindener Eisenbahn-Gesellschaft mit dem Venloer Bahnhof und übernahm als Betreiber die Hafenbahngleise am Grasbrookhafen.
1884 wurde durch die Übernahme der Berlin-Hamburger Bahn sowie der bereits 1880 erfolgten Übernahme der Köln-Mindener Eisenbahn durch den Staat Preußen praktisch die gesamte Hafenbahn der Hansestadt Hamburg von preußischen Bahngesellschaften betrieben (bis 1919).
1888 erfolgte der Anschluss Hamburgs an das Deutsche Zollgebiet und die Hamburgische Kaiverwaltung übernahm die Hafenanlagen gemäß dem „Kairegulativ“ vom 15. August.
Am 28. September/5. Oktober 1888 wurde der Vertrag zur Übernahme des Fahr- und Rangierdienstes auf der Hafenbahn und am 22./27. Dezember des gleichen Jahres der Vertrag zum Anschluss aller rechts- und linkselbischen Hafenbahngleise an das preußische Eisenbahnnetz durch die Verwaltung der Königlich Preußischen Staatseisenbahnen unterzeichnet.
1893 wurde der Betrieb auf dem Hafenbahnhof Niedernfelde auf dem Kleinen Grasbrook und auf der Verbindungsstrecke durch Wilhelmsburg aufgenommen.

### 1901 bis 1945
1911 wurden auf der Hafenbahn 4,91 Millionen Tonnen Güter aus dem Binnenland und 3 Millionen Tonnen Güter in das Binnenland befördert.
Am 1. Januar 1913 waren im Freihafen 226 Kilometer Gleise vorhanden, mit den privaten Anschlüssen waren es 238,5 Kilometer.
1924 wurde der Betrieb der Hafenbahn von der Deutschen Reichsbahn-Gesellschaft übernommen.
1929 wurde die Aufgabenteilung zwischen Hafenbahn und Reichsbahn durch den Hafenbahn-Betriebsvertrag geregelt.
Mit dem Groß-Hamburg-Gesetz 1934 erfolgte die Gründung einer Hamburgisch-Preußischen Hafengemeinschaft.
1939 waren mit den angeschlossenen Hafenbahnen von Altona und Harburg 450 Kilometer Gleis vorhanden.
Kriegsbedingt waren 1945 von den 450 km Gleisen der Hafenbahn 305 km zerstört. Beim Wiederaufbau wurde die Gleisanordnung auf den Kais stärker an den Bedarf der modernen Seeschifffahrt angepasst.

### 1949 bis 1994
1949 übernahm die neu geschaffene Deutsche Bundesbahn den Betrieb der Hafenbahn.
1958–1962 wurde der Haupthafenbahnhof Hohe Schaar gebaut.
Ab 1960 wurden die Signalanlagen mit Lichtsignalen und Gleisbildstellwerken modernisiert.
1965 erfolgte die Elektrifizierung einiger Hafenbahngleise mit Oberleitung (ohne Rangier- und Ladegleise) parallel zur Elektrifizierung der Eisenbahnstrecke von Lehrte bei Hannover.
1966 erfolgte die Modernisierung des Hafenbahnhofes Hamburg Süd, ehemals „Niedernfelde“, auf dem Kleinen Grasbrook.
Die Zusammenarbeit der Partner im Hafen wird durch die Hafenordnung von 1970 geregelt. Dort ist unter anderem festgelegt, dass der Betrieb auf der Hafenbahn im Auftrag der Freien und Hansestadt Hamburg (FHH) ausgeführt wird, dass die Hansestadt alle Hafenverkehrswege, die sogenannte Verkehrsinfrastruktur, plant, baut und instand hält und dass die FHH darüber hinaus Hafengrundstücke zur Verpachtung an Unternehmen der Hafenwirtschaft bereitstellt. Entsprechend beauftragte Unternehmen errichteten und betrieben dann auf den Grundstücken Kaiumschlaganlagen, die als Suprastruktur bezeichnet werden. So sind die Hafenbahnanlagen in Infrastruktur und Suprastruktur unterteilt.
Ab 1989 erfolgte die schrittweise Einführung des Hafenbahn-Betriebs- und Informationssystems „HABIS“. Die Hafenbahn hatte nun 425 Kilometer Gleisstrecken, es wurden 22 Millionen Tonnen Güter aller Art umgeschlagen.
Mit dem neuen Hafenbahnbetriebsvertrag wurde 1992 festgelegt, dass Hamburg die Infrastruktur und die Hafenwirtschaft die Suprastruktur betreibt, sowie die Deutsche Bundesbahn den Fahrbetrieb.

### 1994 bis 2010
Die Zeit nach 1990 war für die Hafenbahn vor allem durch die Auswirkungen der Bahnreform und die immer weiter zunehmende Bedeutung des Containerverkehrs geprägt.
Zum 1. Januar 1994 trat die Bahnreform mit der Neufassung des Allgemeinen Eisenbahngesetzes und der Gründung der Deutschen Bahn AG in Kraft. Damit trat die Deutsche Bahn AG in den weiterhin gültigen Hafenbahnbetriebsvertrag ein; nach der Ausgliederung der Güterverkehrssparte im Zuge der zweiten Stufe der Bahnreform trat zum 1. Juni 1999 die DB Cargo AG an ihre Stelle (2003 umfirmiert in Railion Deutschland AG, 2009 in DB Schenker Rail Deutschland AG und 2016 zu DB Cargo Deutschland AG).
1995 wurde der neu gebaute Bahnhof Alte Süderelbe eröffnet. Im selben Jahr befuhr erstmals ein anderes Eisenbahnverkehrsunternehmen die Gleise der Hafenbahn, nämlich die EVB mit einem regelmäßigen Containerzug von Bremerhaven nach Hamburg, der die Gleise des Bahnhofs Hamburg Süd nutzte; dazu schlossen die EVB und die Hafenbahn einen eigenen Nutzungsvertrag. Im Laufe der folgenden Jahre folgten zahlreiche Verträge mit weiteren Unternehmen, die infolge der Liberalisierung des Schienenverkehrs in Deutschland Leistungen vom oder zum Hamburger Hafen erbrachten. Zunächst ließ die Hafenbahn diese EVU nur auf Ein- und Ausfahrgleisen sowie auf Hauptgleisen fahren (sogenanntes rotes Netz), während der Rangierverkehr auf den übrigen Teilen (schwarzes Netz) noch ausschließlich von DB Cargo durchgeführt wurde; später wurde diese Einschränkung aufgehoben, einzelne Unternehmen fuhren Rangierfahrten mit ihren Streckenlokomotiven und stationierten ab dem Jahr 2000 schließlich auch eigene Rangierlokomotiven im Hamburger Hafen.
Um das Jahr 2000 hatte das Gleisnetz im Hamburger Hafen eine Streckenlänge von 375 Kilometer und mehrere Hafenbahnhöfe – unterteilt in drei Haupthafenbahnhöfe und diverse nachgeordnete Bezirksbahnhöfe und Vorstellgruppen. Die Hafenbahn ist von überregionaler Bedeutung. Geschätzt begannen oder endeten 10 % des gesamten deutschen Güterschienenverkehrs im Hamburger Hafen. Vom Warenumschlag des Hafens wurden 27 % insgesamt und rund 70 % des Container-Verkehrs über die Bahn abgewickelt.
Gleichzeitig war die grundsätzliche Struktur des Hafenbahnbetriebs aber noch durch den Hafenbahnbetriebsvertrag und die damit verbundene Sonderstellung der Deutschen Bahn geprägt. Dies änderte sich, als zum 1. Mai 2005 das Eisenbahnrecht erneut novelliert wurde. Die Hafenbahn wurde nun zu einem öffentlichen Eisenbahninfrastrukturunternehmen, das allen Eisenbahnverkehrsunternehmen diskriminierungsfreien Zugang gewähren muss. Seitdem ist die Güterverkehrssparte der Deutschen Bahn juristisch anderen Unternehmen gleichgestellt. Um ihrer neuen Rolle gerecht zu werden, baute die Hafenbahn ein eigenes Betriebsmanagement auf und organisierte das Sicherheits- und Notfallmanagement neu. Bestimmte Aufgaben wie die Personalbesetzung der Stellwerke, die Disposition und die Netzkoordinierung führt die Hafenbahn jedoch weiterhin nicht selbst aus, sondern hat sie an DB Netz vergeben.

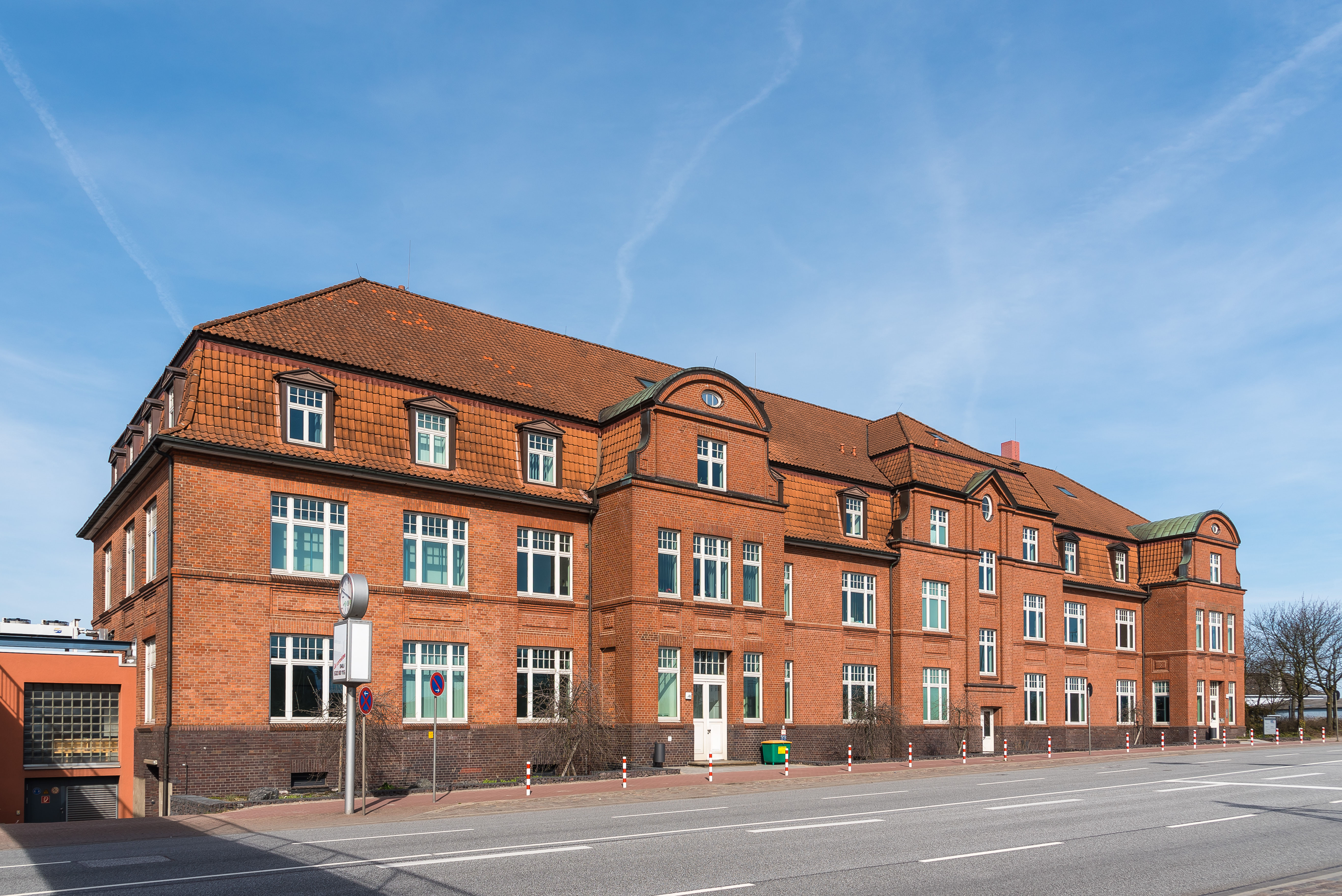
Verwaltung der Hafenbahn am Veddeler Damm

Ebenfalls in das Jahr 2005 fällt die Ausgliederung des Amtes Strom- und Hafenbau, und damit auch der Hafenbahn, in den staatlichen Dienstleister Hamburg Port Authority, in deren Folge 2007 die Verwaltungsorganisation der Hafenbahn erneuert wurde und die Planung größerer Neubauten an einen eigens für solche Projekte vorgesehenen Unternehmensbereich der HPA abgab. 2011 bezog der Innendienst der Hafenbahn das denkmalgeschützte ehemalige Freihafenamt am Veddeler Damm 14, direkt beim Bahnhof Hamburg Süd, nachdem DB Schenker dort ausgezogen (und das Gebäude grundsaniert worden) war.
Ungefähr im Jahr 2000 begann die Stadt, keine ausreichenden Mittel mehr für die Oberbauerneuerung zur Verfügung zu stellen. Dies – verbunden mit dem Alter der Anlagen, modernen Mindeststandards und einem steigenden Verkehrsaufkommen – führte zu vielen Gleissperrungen und Langsamfahrstellen, so dass im Frühjahr 2005 schließlich Railion und die ebenfalls zum DB-Konzern gehörende Stinnes AG protestierten und Presseberichte vor einem Zusammenbruch der Hafenbahn warnten. Die Stadt reagierte mit einem Sofortprogramm in Höhe von 6 Millionen Euro, mit dem innerhalb weniger Jahre weite Teile des Streckennetzes saniert wurden; so erfolgten umfangreiche Instandsetzungsarbeiten im Bahnhof Hohe Schaar von 2007 bis 2011 und im Bahnhof Hamburg Süd von 2008 bis 2013, außerdem wurden zahlreiche Brücken erneuert oder saniert.

### 2010er Jahre

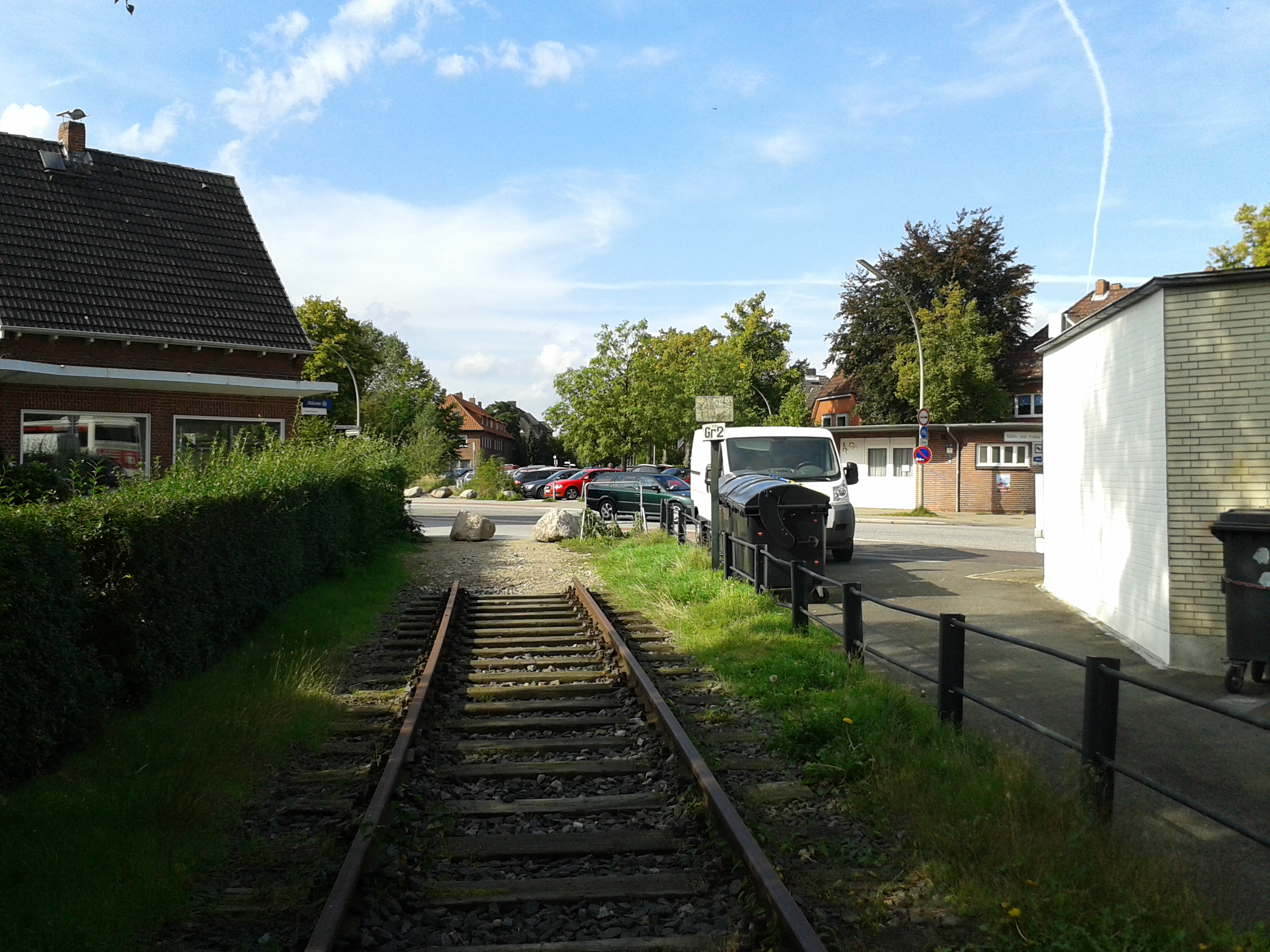
Ende des ehemaligen Anschlussgleises zum Airbus-Werk in der Ortsmitte Finkenwerder

Der Zustand von 2006 hat sich seit der Wiederaufnahme der Instandhaltungspflichten durch die Hamburg Port Authority (HPA) in den Jahren 2008 bis 2010 durch Investitionen von rund 125 Millionen Euro stark verbessert. Ungenügend sind lediglich die Hinterlandstrecken des Hafens, die durch die DB Netz betreut werden, die den Ausbau aufgrund von Umverteilungen zugunsten des Personenverkehrs hinausschob.
Neue Spitzenwerte im Güterumschlag wurden in den Jahren 2010 und 2011 erreicht (mehr als 40 Millionen Tonnen Ladung).
Anfang 2012 wurde der westlichste Gleisanschluss der Hafenbahn zum Airbus-Werk in Finkenwerder stillgelegt, nachdem die Gleise bereits mehrere Jahre nicht mehr benutzt worden waren. Die Gleise sind ab Ortsmitte Finkenwerder abgebaut, und die Trasse wird teilweise zu einem Radwanderweg umgestaltet.
Die Hafenbahn ist von überregionaler Bedeutung. Gut 12 % des gesamten deutschen Güterschienenverkehrs begannen oder endeten im Hamburger Hafen. Werktäglich erreichen oder verlassen rund 200 Güterzüge den Hafen. Dazu gehören auch die Ganzzüge mit bis zu 6.600 t Eisenerz vom Hansaport am Sandauhafen zu den Stahlwerken in Salzgitter und Eisenhüttenstadt sowie mit Kalisalz beladene Züge aus dem Raum Werratal (K+S AG).
Im Herbst 2014 wurde auf der Spreehafeninsel im östlichen Hafenbereich in der Nachbarschaft zum Hafenbahnhof Hamburg Süd eine 60 Meter lange Halle zur Güterwagen-Instandhaltung in Betrieb genommen. Hier können die EVU ihre Güterwagen behandeln lassen. Angeschlossen ist eine weitere Halle, in der gängige Ersatzteile für die Güterwagen gelagert werden.
2016/2017 wurde die Rethe-Hubbrücke durch eine neue Klappbrücke ersetzt.
2017 wurde nordwestlich des Hafenbahnhofs Alte Süderelbe bei Altenwerder eine neue Lok-Servicestelle mit Abstellmöglichkeiten für bis zu 32 Elektro- und Diesellokomotiven der hier verkehrenden EVU gebaut. Diese dient neben Betankung und Besandung auch zum Abstellen gerade nicht benötigter Loks, damit Leerfahrten zu entfernteren Orten auf den zeitlich eng belegten Trassen vermieden werden können. Von der Ajax Loktechnik (2021 von Railpool übernommen) wurde 2018 eine zweigleisige Lokwerkstatt zur Wartung und Reparatur der Lokomotiven in Betrieb genommen.

## Betriebsanlagen
| Betriebs-/Güterbahnhof Streckenanfang                 | 502,1     | Mühlenwerder Bft           | Mühlenwerder Bft           |
| Brücke                                                |           | Waltershofer Brücke        | Waltershofer Brücke        |
| Kilometer-Wechsel                                     | 500,015,4 |                            |                            |
| Betriebs-/Güterbahnhof Streckenanfang · Strecke       | 16,8      | Dradenau Bft               | Dradenau Bft               |
| Abzweig geradeaus und von links · Strecke nach rechts |           |                            |                            |
| Strecke · Betriebs-/Güterbahnhof Streckenanfang       | 601,7     | Hansaport Wbf Bft          | Hansaport Wbf Bft          |
| Strecke · Kilometer-Wechsel                           | 600,014,4 |                            |                            |
| Abzweig geradeaus und von links · Strecke nach rechts |           |                            |                            |
| Abzweig geradeaus und von links · Strecke von rechts  |           |                            |                            |
| Strecke · Kilometer-Wechsel                           | 14,9600,5 |                            |                            |
| Strecke · Betriebs-/Güterbahnhof Streckenende         | 602,0     | Altenwerder Ost Bft        | Altenwerder Ost Bft        |
| Dienststation / Betriebs- oder Güterbahnhof           | 13,6      | Alte Süderelbe Bft         | Alte Süderelbe Bft         |
| Dienststation / Betriebs- oder Güterbahnhof           | 9,7       | Hausbruch Mitte Bft        | Hausbruch Mitte Bft        |
| Abzweig geradeaus und nach links · Strecke von rechts |           |                            |                            |
| Strecke nach rechts · Strecke                         |           | nach Hausbruch             | nach Hausbruch             |
|                                                       |           | Kattwykbrücke              |                            |
| Abzweig geradeaus und von links                       |           | von Hamburg Süd            | von Hamburg Süd            |
| Dienststation / Betriebs- oder Güterbahnhof           | 2,5       | Hmb Hohe Schaar Bft        | Hmb Hohe Schaar Bft        |
| Dienststation / Betriebs- oder Güterbahnhof           | 1,5       | Hmb Hohe Schaar Süd Bft    | Hmb Hohe Schaar Süd Bft    |
| Wechsel des Eisenbahninfrastrukturunternehmens        | 1,0       | Intrastrukturgrenze DB/HPA | Intrastrukturgrenze DB/HPA |
| Abzweig geradeaus und nach links                      |           | nach Hmb-Wilhelmsburg      | nach Hmb-Wilhelmsburg      |
| Strecke                                               |           | nach Abzw Süderelbbrücke   | nach Abzw Süderelbbrücke   |

| Strecke                                                                           |          | von Hausbruch Mitte        | von Hausbruch Mitte        |
| Strecke von rechts · Strecke                                                      |          | von Stade                  | von Stade                  |
| Strecke · Kilometer-Wechsel                                                       | 9,7176,0 |                            |                            |
| Strecke · Wechsel des Eisenbahninfrastrukturunternehmens                          | 175,0    | Infrastrukturgrenze DB/HPA | Infrastrukturgrenze DB/HPA |
| Betriebs-/Güterbahnhof Streckenende · Dienststation / Betriebs- oder Güterbahnhof | 174,9    | Hausbruch Bft              | Hausbruch Bft              |
| Strecke                                                                           |          | nach Hmb-Harburg           | nach Hmb-Harburg           |

| Strecke                                        |      | nach Hmb-Wilhelmsburg      | nach Hmb-Wilhelmsburg      |
| Abzweig geradeaus und von rechts               |      | nach Abzw Veddel           | nach Abzw Veddel           |
| Wechsel des Eisenbahninfrastrukturunternehmens | 30,6 | Infrastrukturgrenze DB/HPA | Infrastrukturgrenze DB/HPA |
| Dienststation / Betriebs- oder Güterbahnhof    | 30,0 | Hamburg Süd                | Hamburg Süd                |
| Brücke                                         |      | Rethe-Klappbrücke          | Rethe-Klappbrücke          |
| Strecke                                        |      | von Hmb Hohe Schaar        | von Hmb Hohe Schaar        |

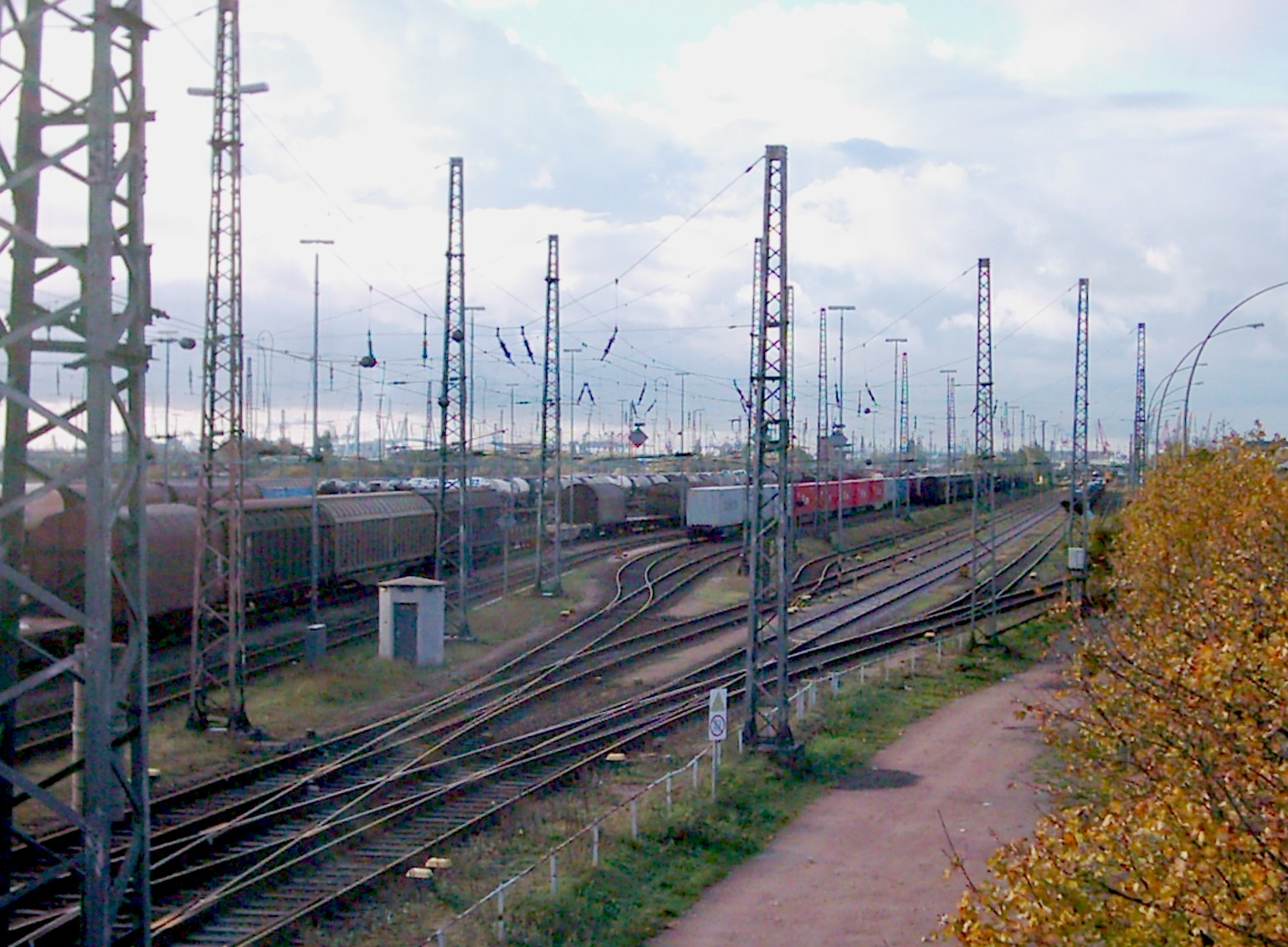
Hafenbahnhof Hamburg-Süd

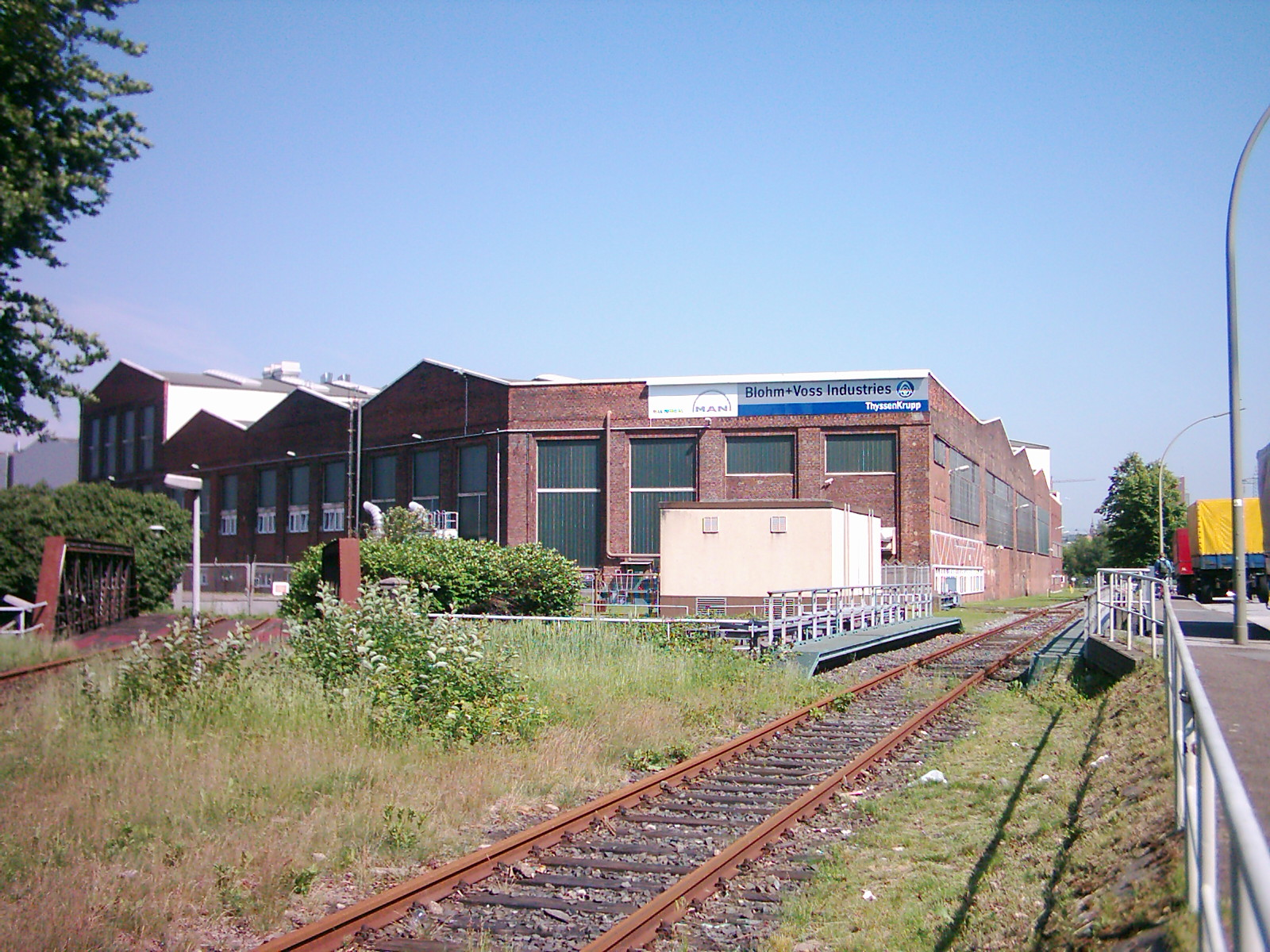
Anschlussgleis bei Blohm & Voss

Die insgesamt als Bahnhof Hafen Hamburg bezeichnete Anlage hat mehrere Bahnhofsteile, von denen drei Rangier-/Ablaufsysteme mit sechs Stellwerken der Verteilung auf die einzelnen Anschlüsse dienen und umgekehrt zur Aufstellung vor der Übergabe ans Netz der Deutschen Bahn. Vom Bahnhofsteil Hamburg Süd werden die nördlichen Teile des Hafens bedient, er schließt bei Veddel in beide Richtungen an die Hauptstrecke Hamburg–Harburg an. Der südliche Bereich wird durch den Bahnhofsteil Hohe Schaar bedient, der südlich des Bahnhofs Wilhelmsburg ebenfalls an die Strecke Hamburg–Harburg anschließt. Zwischen beiden Bahnhofsteilen gibt es eine Verbindung über die Rethebrücke.
Von Hohe Schaar gibt es über die Kattwykbrücke auch eine Verbindung mit dem Bahnhof Hausbruch an der Bahnstrecke Harburg–Cuxhaven. In diesem Bahnhof ist auch der Anschluss zum neuesten Bahnhofsteil Alte Süderelbe, von dem aus die westlichen Hafenanlagen in Waltershof und Altenwerder bedient werden.
Das Netz umfasst 305 Kilometer Gleise und gut 160 Kilometer Anschlussgleise, davon 110 Kilometer mit Oberleitung, 880 Weichen und 600 Weichen in privaten Anschlüssen. 61 Brücken (darunter mit der Kattwykbrücke die größte Hubbrücke Europas) und 470 Bahnübergänge gehören zum Netz.
An Serviceeinrichtungen sind eine Güterwagen-Instandhaltung und seit 2018 eine Lokwerkstatt vorhanden.

## Daten

### Umschlag  und Nutzung
- 2019 wurden auf der Hamburger Hafenbahn insgesamt 48,2 Millionen Tonnen Güter bzw. 2,7 Mio. Standardcontainer (TEU) transportiert, dazu verkehrten rund 62.000 Güterzüge mit gut 1,7 Mio. Güterwagen.[18]
- 2018 wurden insgesamt 46,78 Millionen Tonnen Güter bzw. 2,44 Mio. TEU transportiert, dazu verkehrten mehr als 60.000 Güterzüge.[19][20]
- 2016 wurden rund 46,4 Mio. t Güter befördert[21] (2015: 45,8 Mio. t,[1] 2014: 44,4 Mio. t,[22] 2013: 41,5 Mio. t,[23] 2011: 41,3 Mio. t [10][11])
- 2,4 Millionen TEU im Jahr 2016 (2015: 2,3 Mio. TEU,[1] 2014: 2,2 Mio. TEU,[22] 2013: 2,1 Mio. TEU[24])
- im Jahr 2014 betrug die Zahl der Züge 58.176 (+ 1,7 % gegenüber 2013), die Anzahl der Waggons betrug 1,54 Mio. (+ 1,8 %)[22]
- ca. 200 Züge täglich, davon 125 Containerzüge (2010)[16]
- ca. 5000 Güterwagen pro Tag (2010)[16]
- ca. 46,3 % Transportanteil (nach TEU, 49,4 % nach Ladungsmenge) am Hinterlandverkehr des Gesamthafenumschlags 2019 (2018: ca. 45 %, 2011: 36 %[10],[11] 2010: 30 %[16])
- 12 % Anteil am nationalen Schienengüterverkehr[16]
- 2018 gab es für Containerzüge 235 Verbindungen wöchentlich nach China, 185 in die tschechische Republik, 132 nach Österreich, 52 nach Spanien, je 44 nach Frankreich und in die Schweiz, 10 nach Dänemark[25]
- 152 EVU hatten im Juni 2019 eine Nutzungszulassung auf den Gleisen der Hamburger Hafenbahn (im April 2017: 135,[26] im Januar 2016: 121,[1] im Januar 2015: 115,[22] 2008: 53), diese betreiben den Verkehr auf dem Hafenbahn-Streckennetz[27]

### Signal- und Kommunikationsanlagen
- 588 Lichtsignale
- 920 Achsenzählsensoren
- 580 Kilometer Kabel

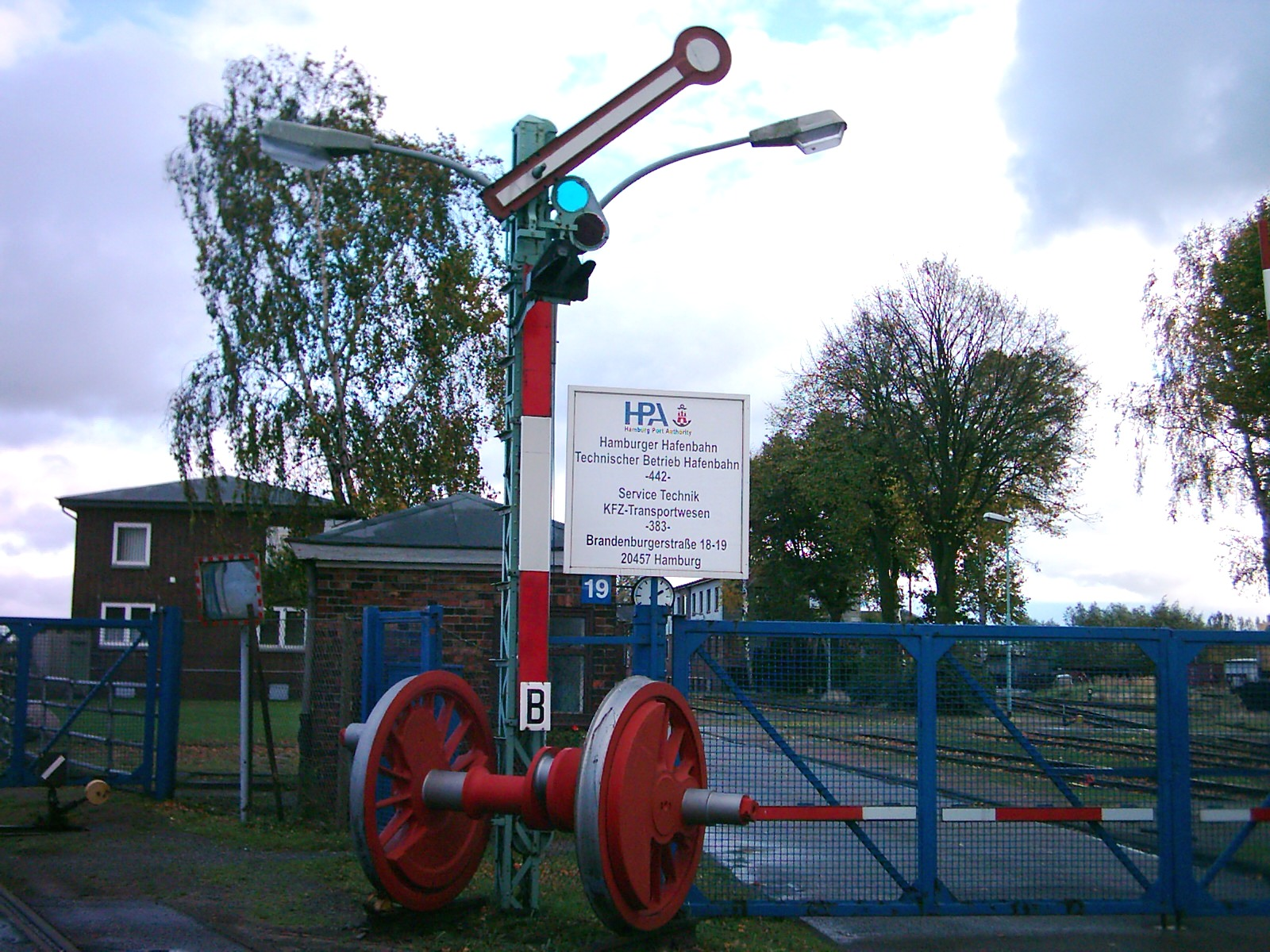
Dienststelle des Technischen Betriebs auf der Spreehafeninsel, Brandenburger Straße

- 51 Wechselsprech- und Funkanlagen mit rund 700 Anschlüssen
- 35 Gleisbremsen

### Fahrzeugbestand
Die Hafenbahn unterhält in ihrem Technischen Betrieb einen kleinen Fahrzeugpark für Bau- und Instandhaltungszwecke, der aus folgenden Fahrzeugen besteht (Stand 4. August 2011):
- eine Dieselkleinlokomotive
- ein Bereisungstriebwagen, Eigentum der Stiftung Hamburg Maritim (SHM)
- zwei Zweiwege-Unimogs
- zwei Zweiwegebagger
- ein Schwerkleinwagen Klv 53
- 20 K-Wagen, 6 Fc-Schotterwagen, 2 Rs-Wagen sind in Betrieb

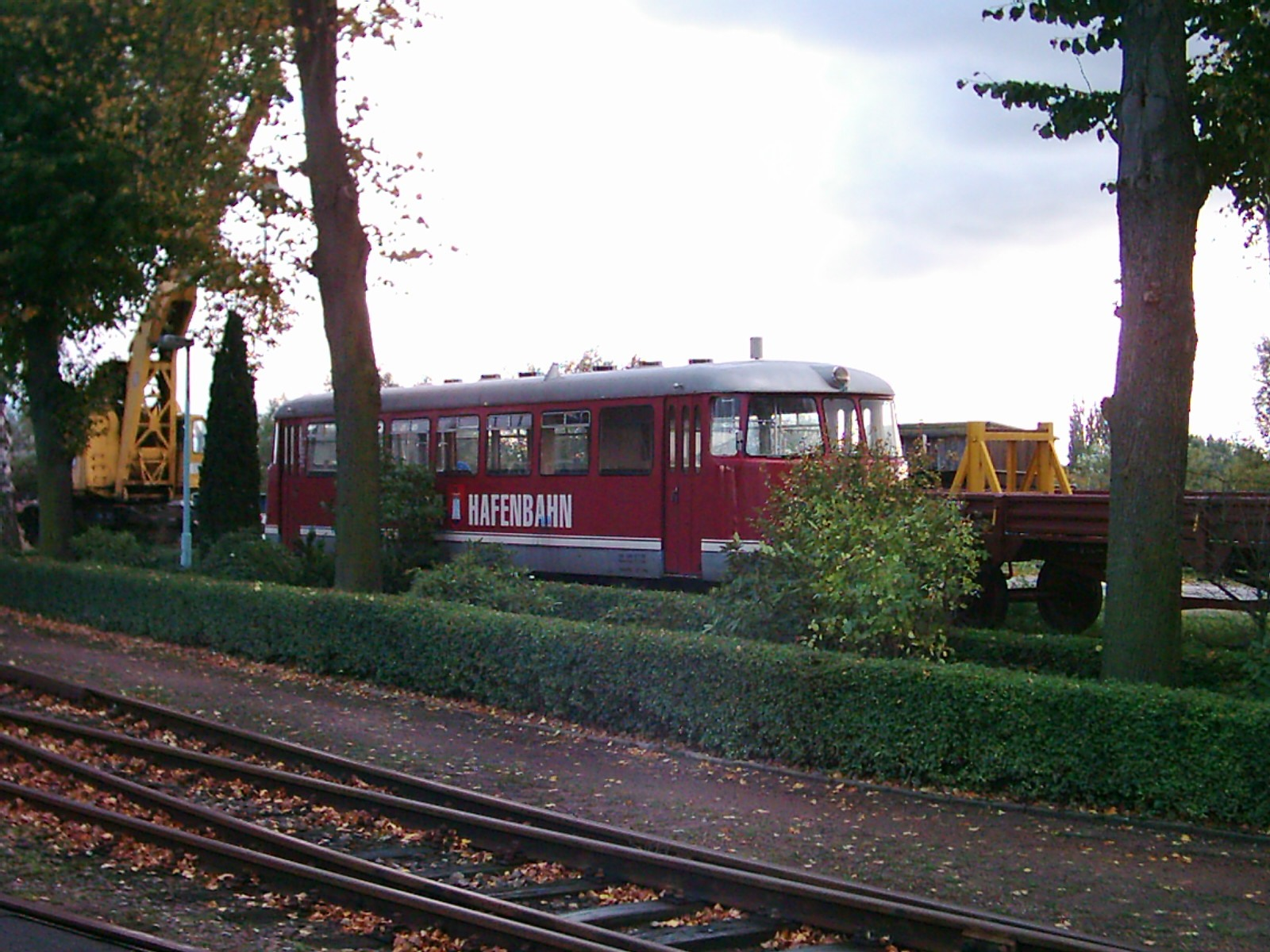
Bereisungswagen auf dem Betriebsgelände an der Brandenburger Straße
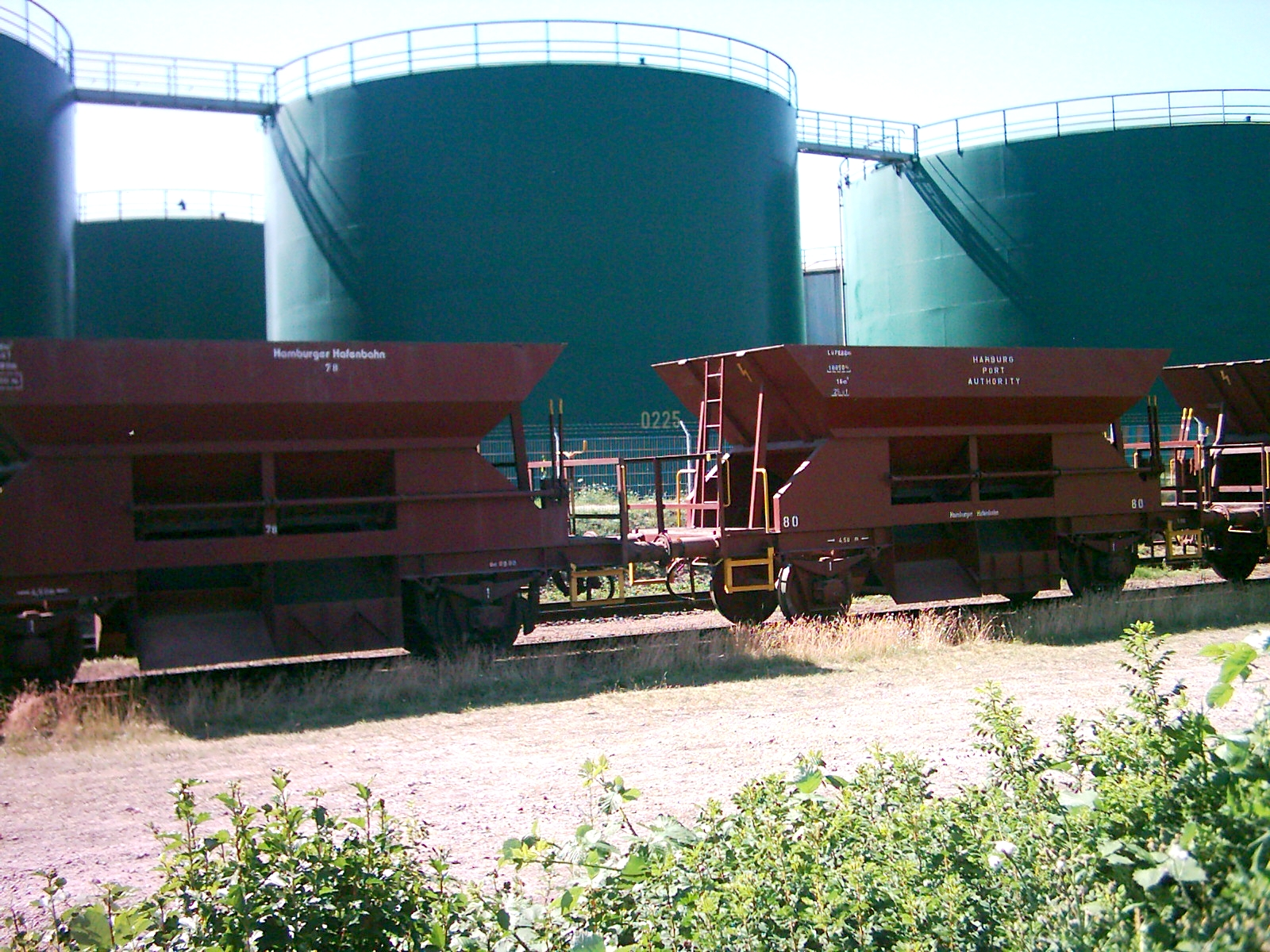
Schüttgut-Waggons der Hamburger Hafenbahn
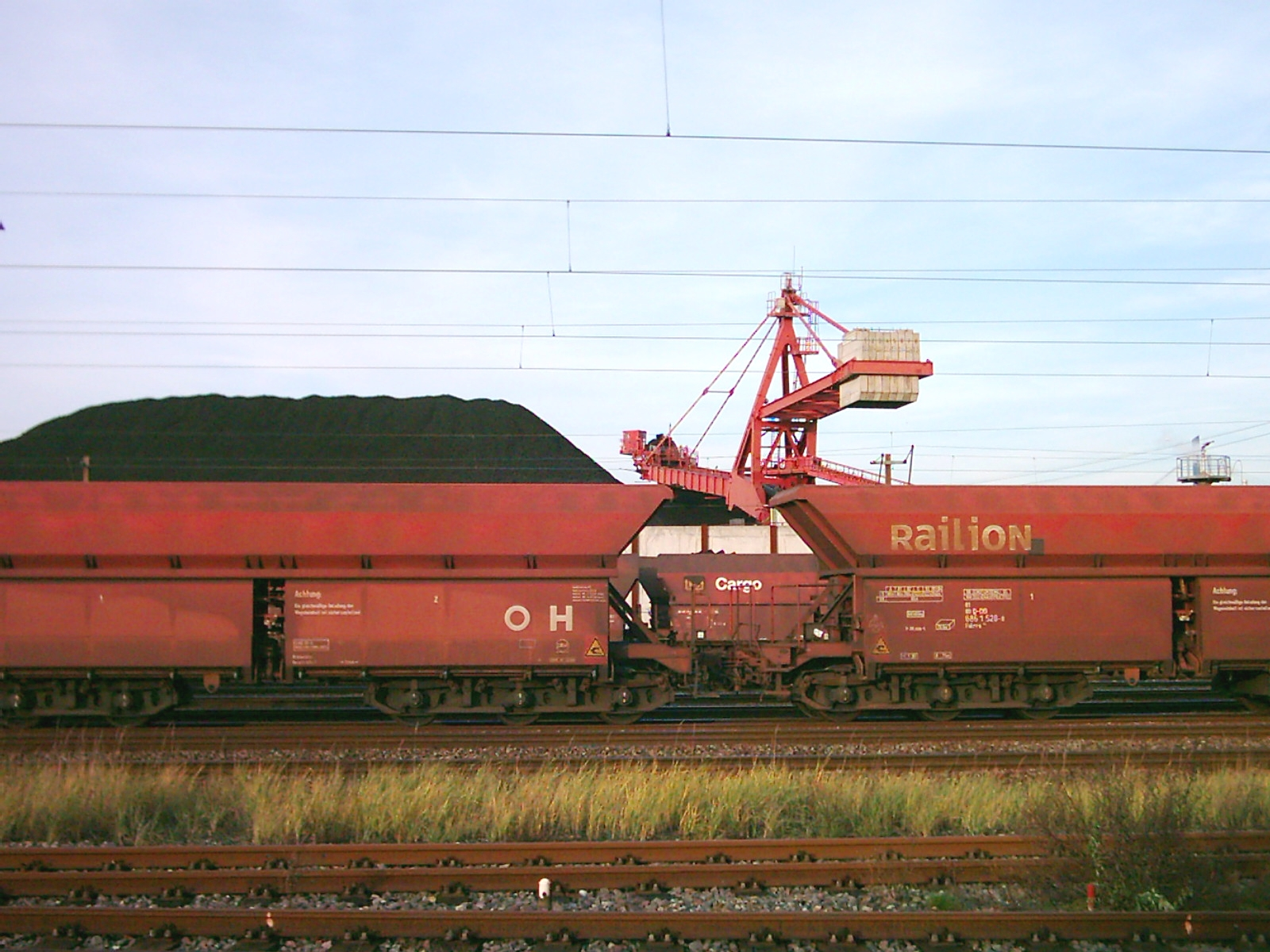
Schüttgutwagen für den Erztransport im Hansaport / Sandauhafen

## Verein der Freunde der historischen Hafenbahn e. V.
Der Verein der Freunde der historischen Hafenbahn e. V. arbeitet alte Fahrzeuge der Hafenbahn und anderer Industrie- und Werksbahnen auf und stellt sie am Bremer Kai (Schuppen 50) im Hamburger Hafen zur Schau.

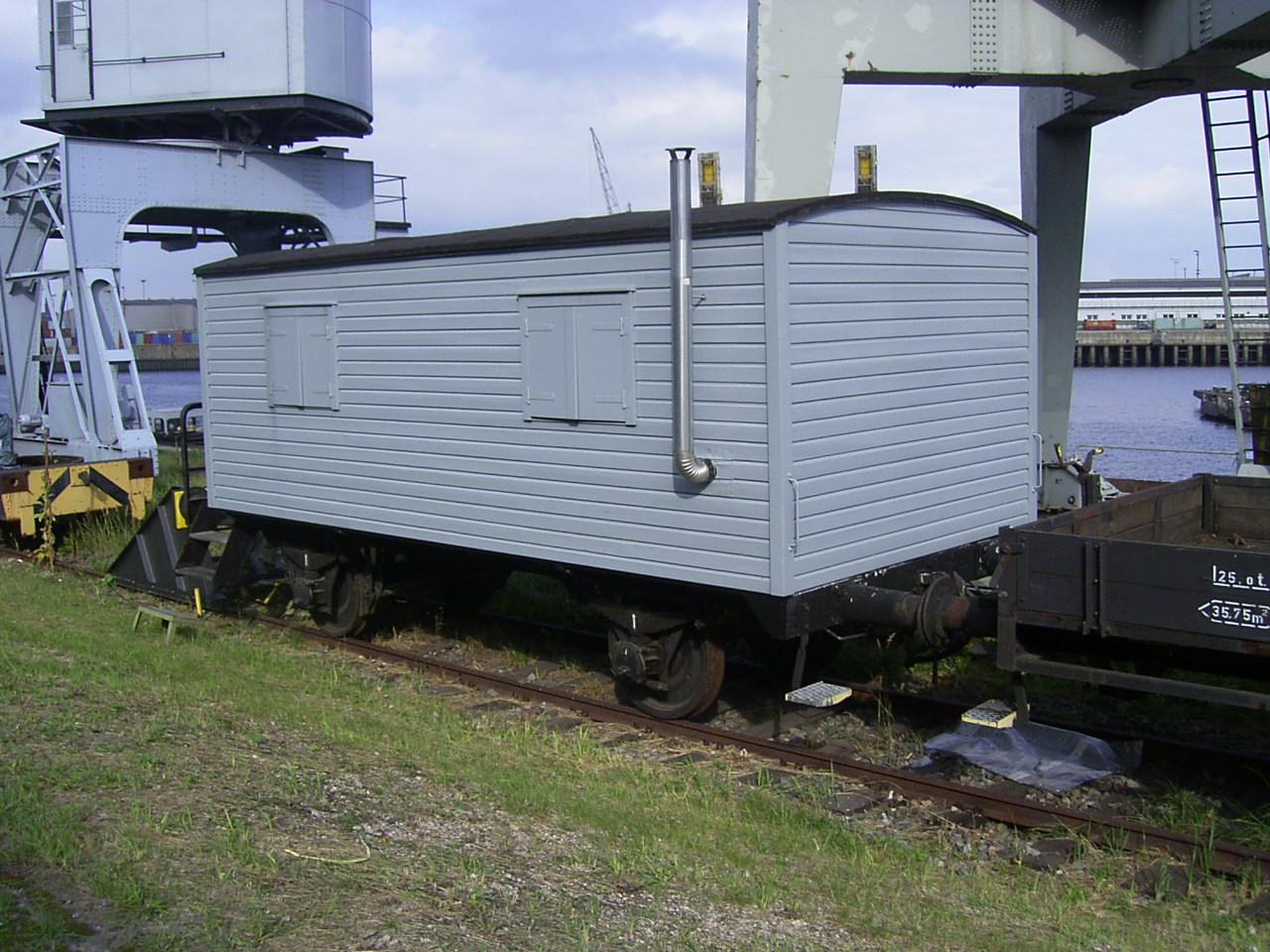
Aufenthaltswagen 116 der Hafenbahn (restauriert)
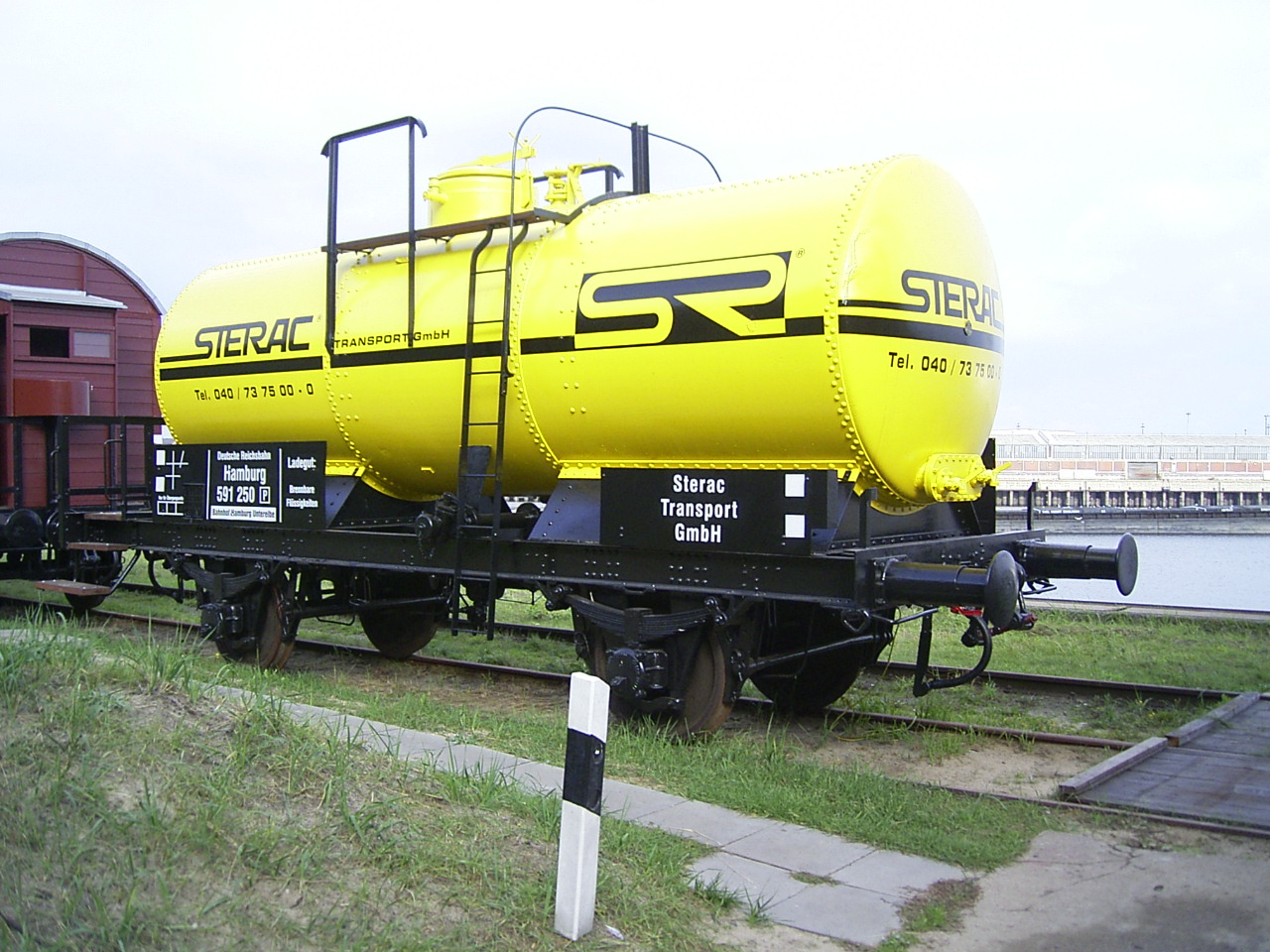
Kesselwagen 5473 (restauriert)
Mannschaftswagen (restauriert)
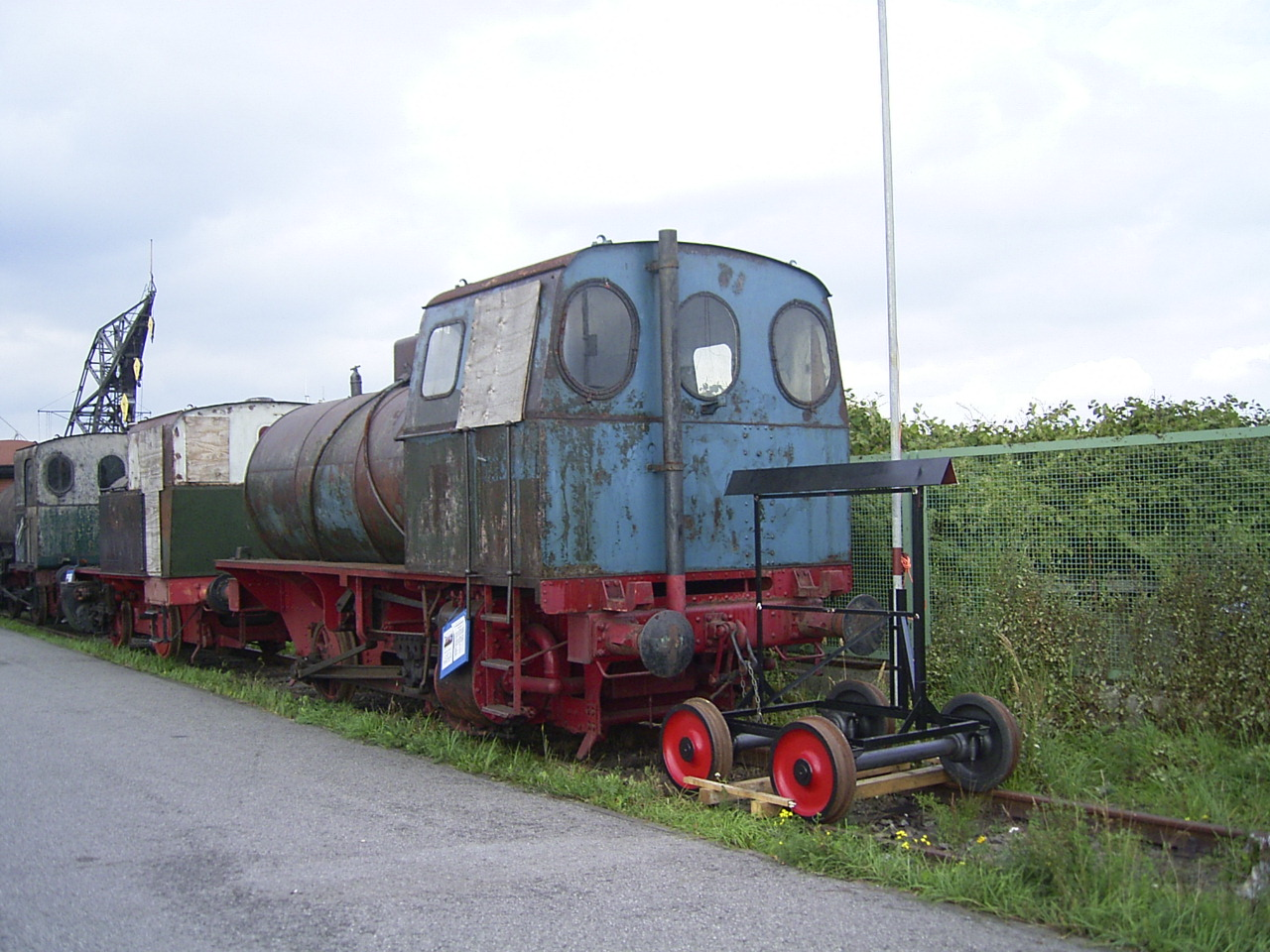
Dampfspeicherlokomotive „Tiefstack“ der HEW, gebaut 1950 (nicht restauriert)
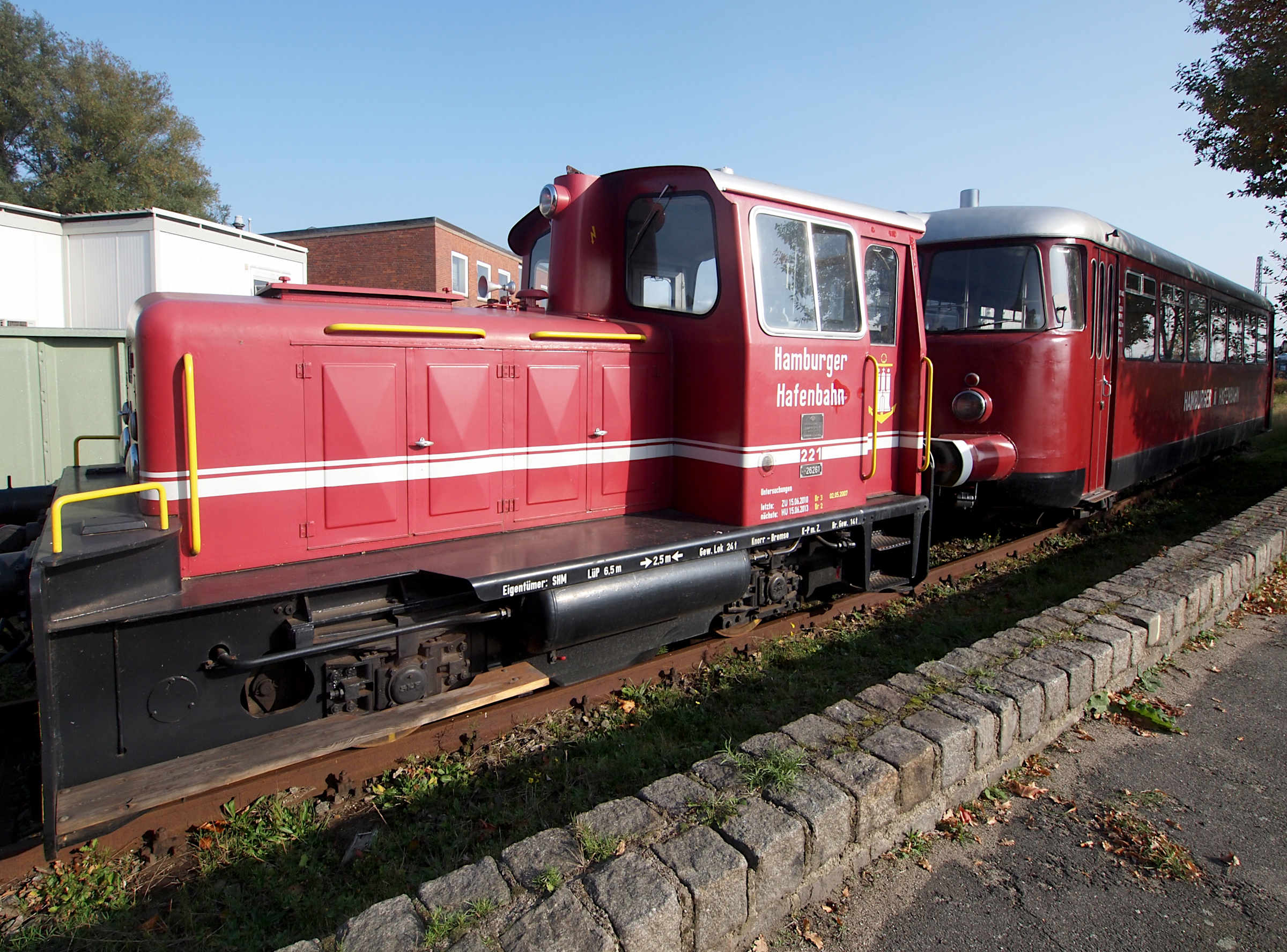
O&K-Kleinlok 221 und MAN-Schienenbus VT 4.42